# Bathyzetes setiger
Bathyzetes setiger är en havsspindelart som först beskrevs av Loman, J.C.C. 1908.  Bathyzetes setiger ingår i släktet Bathyzetes och familjen Ammotheidae. Inga underarter finns listade.